# Bula (fiume)
La Bula (in russo Була?; in lingua tatara: Бола; in lingua ciuvascia: Пăла) è un fiume della Russia europea centrale, affluente di sinistra del fiume Svijaga. Scorre nei rajon Ibresinskij, Batyrevskij e Jal'čikskij della Ciuvascia e nei rajon Buinskij e Apastovskij del Tatarstan.
Il fiume ha origine a sud del villaggio di Lipovka (distretto Ibresinskij) e scorre in direzione orientale toccando vari villaggi. Il terreno nel bacino del fiume è pianeggiante, occupato da terreni agricoli, seminativi e steppa; il bosco è rado, presente solo alla sorgente del fiume. Entra poi nel Tatarstan dove sfocia nella Svijaga a 80 km dalla foce. Ha una lunghezza di 118 km e il suo bacino è di 1 580 km².